# Championnat d'Europe de kin-ball 2003
 (août 2024).
Si vous disposez d'ouvrages ou d'articles de référence ou si vous connaissez des sites web de qualité traitant du thème abordé ici, merci de compléter l'article en donnant les références utiles à sa vérifiabilité et en les liant à la section « Notes et références ».
La France a organisé les premiers Championnat d'Europe de kin-ball à Angers. La France était représenté par deux équipes: Pays de Loire et Pays breton.

## Équipes présentes pour la phase finale
| Homme - Espagne - France - Pays de Loire - France - Pays Breton - Belgique - Suisse | Femme - Espagne - France - Pays de Loire - France - Pays Breton - Belgique |

## Classement
Chez les Hommes :
1. er : Belgique
2. eme: Pays de la Loire
3. eme: Pays breton
4. eme: Espagne
5. eme: Suisse

Et pour les Femmes :
1. ere : Belgique
2. eme : Pays de Loire
3. eme : Pays breton
4. eme : Espagne

### Fair play
Suisse pour les hommes et Espagne pour les femmes.